# Nationale Strijdersbond
De NSB, voluit Koninklijke Vereniging Nationale Strijdersbond van België, is een vaderlandslievende belangenvereniging, vzw, opgericht in 1919 en sedert 1967 aangesloten bij het Nationaal Eenheidsfront der Oud-strijders en Veteranen vzw (NEFOSV/FUNACV).
De Nationale Strijdersbond behartigt de fysieke en morele belangen van de oud-strijders en wil een boodschap uitdragen van vrede, verdraagzaamheid en vaderlandslievendheid. De bond organiseert, neemt deel en luistert plechtigheden en ceremonieën op van nationale aard (21 juli: nationale feestdag en 11 november: wapenstilstand).
De organisatie heeft geen politieke, godsdienstige of ideologische banden, is financieel onafhankelijk en ontvangt van niemand geld of schenkingen, behalve van haar leden. Maandelijks krijgen die leden Het Strijdersblad toegestuurd.
De evenknie van de Nationale Strijdersbond in Wallonië is het Société Royale Fédération Nationale des Combattants de Belgique, kortweg FNC.